# 纬二路 (郑州)
纬二路是河南省郑州市金水区的一条道路，东起未来路，西至花园路，全长约1.72公里。
纬二路位于郑州市省级行政区，周边有诸多省直机关单位。河南省人民政府原办公大楼即位于纬二路。

## 历史
纬二路始建于1954年，1956年命名。
2001年，郑州市对纬二路进行了拓宽改造。